# Proteína transportadora de membrana
Las proteínas transportadoras de membrana son proteínas ubicadas en la membrana celular que conforman una red intrincada de canales, bombas y sistemas transmembranosos que transporta  nutrientes, productos del metabolismo, sustancias tóxicas, macromoléculas, moléculas de señales, electrones y muchos otros componentes celulares determinando con su funcionamiento las composiciones moleculares y el estado energético de las células.  En general, se clasifican en canales, transportadores primarios activos y transportadores secundarios activos. Los canales funcionan como poros selectivos que se abren en respuesta a estímulos químicos o electrofisiológicos, permitiendo el paso de solutos a favor de una gradiente electroquímica.  Los transportadores primarios activos, también llamados bombas, utilizan procesos con gasto de energía para translocar una substancia en contra del gradiente de concentración; este proceso se denomina «transporte activo».  Por último, los transportadores secundarios activos movilizan un soluto a favor de una gradiente, en forma única, o bien acompañado del movimiento de otra molécula a través de la membrana; esto se denomina «cotransporte», que puede ser a favor o en contra de una gradiente. La clasificación incluye otras agrupaciones de sistema de transporte además de las tres mencionadas.

## Tipos de transportadores
En junio de 2001 la Unión Internacional de Bioquímica y Biología Molecular (IUBMB), formalmente adoptó la Clasificación de Transportadores (TC) como el único sistema reconocido de organización de la información de las proteínas de transporte. Existe una base de datos que centraliza esta información, la TCDB.

### Canales
Los canales son proteínas de membrana que funcionan como poros selectivos que se abren en respuesta a estímulos electrofisiológicos, permitiendo a algún sustrato movilizarse según el gradiente electroquímico. Se clasifican en las siguientes subclases:
- Canales tipo α (alfa).
- Porinas barril β (beta).
- Toxinas formadoras de poros (proteínas y péptidos)
- Canales sintetizados no ribosomales.
- Holinas.
- Poros de fusión vesicular.
- Poros de fusión viral.
- Canales paracelulares.
- Canales unidos a membrana.
- Aperturas piramidales de egreso de visiones.
- Canales de inyección de fagos de ADN.
- Nanotubos tunelizados, TNTs.

### Transportadores primarios activos

Ejemplo de transporte activo: la energía liberada en la hidrólisis del ATP se acopla directamente al transporte de una sustancia específica a través de la membrana plasmática.

Los transportadores primarios activos (conocidos como bombas), utilizan alguna fuente de energía para movilizar una sustancia en contra del gradiente electroquímico. Lo componen las siguientes subclases:
- Transportadores dirigidos por hidrólisis de unión difosfato
  - Las proteínas transportadoras de membrana dependientes de ATP (ABC) acoplan la hidrólisis del adenosín trifosfato (ATP) a la translocación de varios sustratos a través de la membrana. Un ejemplo de este tipo de proteína transportadora es la bomba sodio-potasio.
- Transportadores dirigidos por descarboxilación.
- Transportadores dirigidos por transferencia de metilo.
- Transportadores dirigidos por reducción-oxidación.
- Transportadores dirigidos por absorción de luz.

### Transportadores secundarios activos
Los transportadores secundarios activos utilizan el movimiento de solutos a favor de un gradiente electroquímico para movilizar otro sustrato. También se denominan transportadores dirigidos por potencial electroquímico. Podemos encontrar las siguientes subclases:
- Portadores.
  - Uniportadores.
  - Simportadores.
  - Antiportadores.
- Portadores sintetizados no ribosomales.
- Energizadores conducidos por gradiente de iones.
- Transportadores transcopartimentales.

### Translocadores grupales
En este grupo encontramos:
- Translocadores dirigidos por el sistema fosfotransferasa.
- Transportadores de recaptación del ribonucleósido nicotinamida.
- Transportadores ligados a acetil-CoA.
- Exportadores sintetasa polisacárido
- Translocadores de grupo canalizado por polimerasa polifosfato vacuolar.

### Acarreadores de electrones transmembrana
- De un electrón.
- De dos electrones.

### Factores accesorios de transporte transmembrana
- Proteínas transportadoras auxiliares.
- Péptidos y proteínas sintetizados ribosomalmente que actúan como toxinas o agonistas de canales o transportadores.
- Péptidos y proteínas sintetizados no ribosomalmente que actúan como toxinas o agonistas de canales o transportadores.

### Sistemas de transporte no caracterizados totalmente
- Transportadores reconocidos con mecanismos bioquímicos desconocidos.
- Proteínas transportadoras putativas.
- Transportadores caracterizados funcionalmente pero con secuencias perdidas.